# Хрнчичи
Хрнчичи (серб. Хрнчићи / Hrnčići) — село в общине Братунац Республики Сербской Боснии и Герцеговины. Население составляет 820 человек по переписи 2013 года.